# Ганцвайх, Абрам
Абрахам Ганцвайх, (идиш אברהם גאנזוועיטש‎, пол. Abraham Gancwajch, в немецкой транслитерации — Abraham Ganzweich (1902 – 1943, Павяк) — немецкий провокатор в Варшавском гетто, агент гестапо.

## Биография
Сын раввина. Бывший глава организации Хашомер Хацаир. Работал журналистом.
После создания гетто возглавил так называемую «Тринадцатку» — сеть якобы общественных организаций, содействовавших гестапо («Комитет по борьбе с ростовщичеством и спекуляцией», собиравший взятки с ростовщиков и спекулянтов, «Еврейская скорая помощь», работники которой с красной шестиконечной «звездой Давида» на рукаве и в шапках с голубым околышем обходили дома и вымогали деньги под угрозой доноса о якобы вспыхнувшей эпидемии, «Комитет по контролю мер и весов», «Союз еврейских инвалидов войны 1939 года», «Экономическая взаимопомощь», «Сектор верующих евреев», один из руководителей которого, Глинценштайн, именовался «раввином», хотя раньше никогда таковым не был, «Секция охраны труда», «Отдел по борьбе с преступностью и нищенством среди молодёжи», «Покровительство писателям и художникам», «Антисоветская лига» и другие).
Многие известные евреи, в частности педагог Януш Корчак, на первых порах доверяли Ганцвайху. Ганцвайх прославлял немецкий «новый порядок», утверждал, что создание гетто является благом для еврейского народа, так как создаёт условия для «культурной автономии» евреев. Пользуясь своими связями в гестапо, Ганцвайх, чтобы добиться авторитета в еврейской среде, даже освободил из заключения несколько человек, пытался способствовать и освобождению Корчака, который отказался оставить своих воспитанников, детей-сирот, в гетто. Вёл активную борьбу против Юденрата — еврейского совета, стоявшего во главе гетто. За его сотрудничество с нацистами Еврейская боевая организация заочно приговорила его к смерти.
В начале 1942 года от «Тринадцатки» откололась группа Морриса Кона и Зелига Геллера, вставшая на путь открытой конкуренции с Ганцвайхом. Через несколько месяцев «Тринадцатка» была распущена по их доносу (в том же году Кон и Геллер были убиты эсэсовцами). В результате часть членов погибла, часть была включена в состав Еврейской полиции, сам Ганцвайх скрылся. В 1943 году он вновь появился в гетто и объявил о создании «Польской боевой организации» для борьбы с немцами. Возможно, таким образом он действительно хотел реабилитировать себя в глазах евреев за прежнее сотрудничество с немцами, однако другие еврейские боевые организации немедленно от него отмежевались. Погиб в 1943 году вместе с семьёй в Павяке.